# Hong Leong Building
 Edificios de finanza Hong Leong (en chino, 丰隆大厦 Es un rascacielos de gran altura en el distrito central de negocios de Singapur. Este es el buque insignia de Hong Leong Holdings Limited. Se encuentra en el muelle 16 Raffles, en la zona de Raffles Place.
Está justo al lado del histórico Lau Pa Sat Market. Hay muchos rascacielos cerca del edificio, como One Raffles Quay, 6 Raffles Quay, Torres Robinson, John Hancock Tower y AIA Tower, todos a menos de 100 metros de distancia. Con 45 pisos de espacio de oficinas (niveles de estacionamiento de 4 a 7) y un sótano que consta de tiendas y una cafetería, el edificio se extiende 158.0 metros sobre el suelo. 
Edificios de finanza Hong Leong alberga la Embajada de Panamá en el piso 41 y la Embajada de Noruega en el piso 44. 

## Historia
El edificio de Hong Leong fue diseñado por Swan y Maclaren, y fue terminado en 1976. Otras firmas implicadas en el desarrollo incluyen Ssangyong Ingeniería y Construcción Privada Limitada, y Knight Frank. 

### Temblores
En marzo de 2007, unos 5000 trabajadores fueron evacuados del edificio, después de que sintieron algunos temblores. Fueron causados por dos terremotos en Sumatra, Indonesia. Algunas personas se quejaron de dolores de cabeza y mareos, mientras que otros vomitaron. La mayoría de estas quejas se originaron en aquellos que trabajan en los pisos más altos del edificio. Varias empresas que operaban en el edificio fueron interrumpidas después de la evacuación. 

## Inquilinos
Los inquilinos de la oficina incluyen KPMG Singapur, Mitsui Sumitomo, etc. Los arrendatarios de la planta baja incluyen Maybank, Watsons y United Airlines. 
|                             |
| Hong Leong Finance Building |